# Yucuna
  Gli Yucuna (o Matapi, Yukuna) sono un gruppo etnico della Colombia, con una popolazione stimata di circa 1000 persone che parlano la lingua Yucuna (codice ISO 639: YCN).
Vivono nelle foreste tropicali dell'Amazzonia colombiana, sul fiume Mirití-Paraná.